# 阿魯渾
阿魯渾（1258年—1291年3月10日），蒙古人，阿八哈之子，在1284年推翻叔父貼古迭兒，继任伊兒汗國的第四任君主。1284年8月11日至1291年3月10日在位。他在位時試圖阻止其汗國走向伊斯蘭化。

## 生平

### 早年
阿鲁浑是阿八哈的儿子。阿鲁浑和他最心爱的妻子忽勒塔黑哈敦（卜鲁罕 氏）生下了长子合赞，他又和另一位妻子兀鲁克哈敦生下了第三子完者都，合赞和完者都二者后来都成为伊儿汗国的国君。1282年，当阿八哈去世时，原本是指定阿鲁浑为继承人的。但是此时他的叔父贴古迭儿成为了汗位的强力竞争者，阿鲁浑只得退让了。他被任命为呼罗珊地区的管理者。他要求增加伊拉克等地，被贴古迭儿拒绝。阿鲁浑起兵反对贴古迭儿，开始战败，被大臣不花所救，逃走。因为贴古迭儿上台后，推行国家伊斯兰化的执政方略，激起了国内保守派贵族的不满。于是他们投靠阿鲁浑而对贴古迭儿发动了内战。1284年，最终阿鲁浑在不花等人支持下成功击败了叔父而登上了汗位。1286年，忽必烈正式册封阿鲁浑为伊儿汗。

### 统治
阿鲁浑在位时期，阻止了国家向伊斯兰教转化的倾向。他虽然是一个虔诚的佛教徒。但是和大多数蒙古人一样，他对各种宗教信仰都很宽容。他委任了很多基督教徒和犹太教徒担任国内的文职官员。他甚至允许穆斯林按照沙里亚法规而不是蒙古律法来处理穆斯林之间的诉讼。他通过削弱军队将领的权力来树立政府的权威，并试图把正规的民政管理引入蒙古人的纯军事统治中。功臣不花担任宰相，居功自傲，在1289年被阿鲁浑处决。

### 军事
阿鲁浑统治期间，伊儿汗国基本处于和平状态，很少发生军事冲突。1289年-1290年，他平息了一场瓦剌动乱。1290年，他在高加索地区击退了金帐汗国的入侵。此外，在他统治的这段时间里，马木留克王朝持续向叙利亚地区增兵。1286年，他击退马木留克王朝的兵锋。1289年，马木留克蘇丹嘉拉温攻占了蒙古人的附庸国，十字军控制的的黎波里。

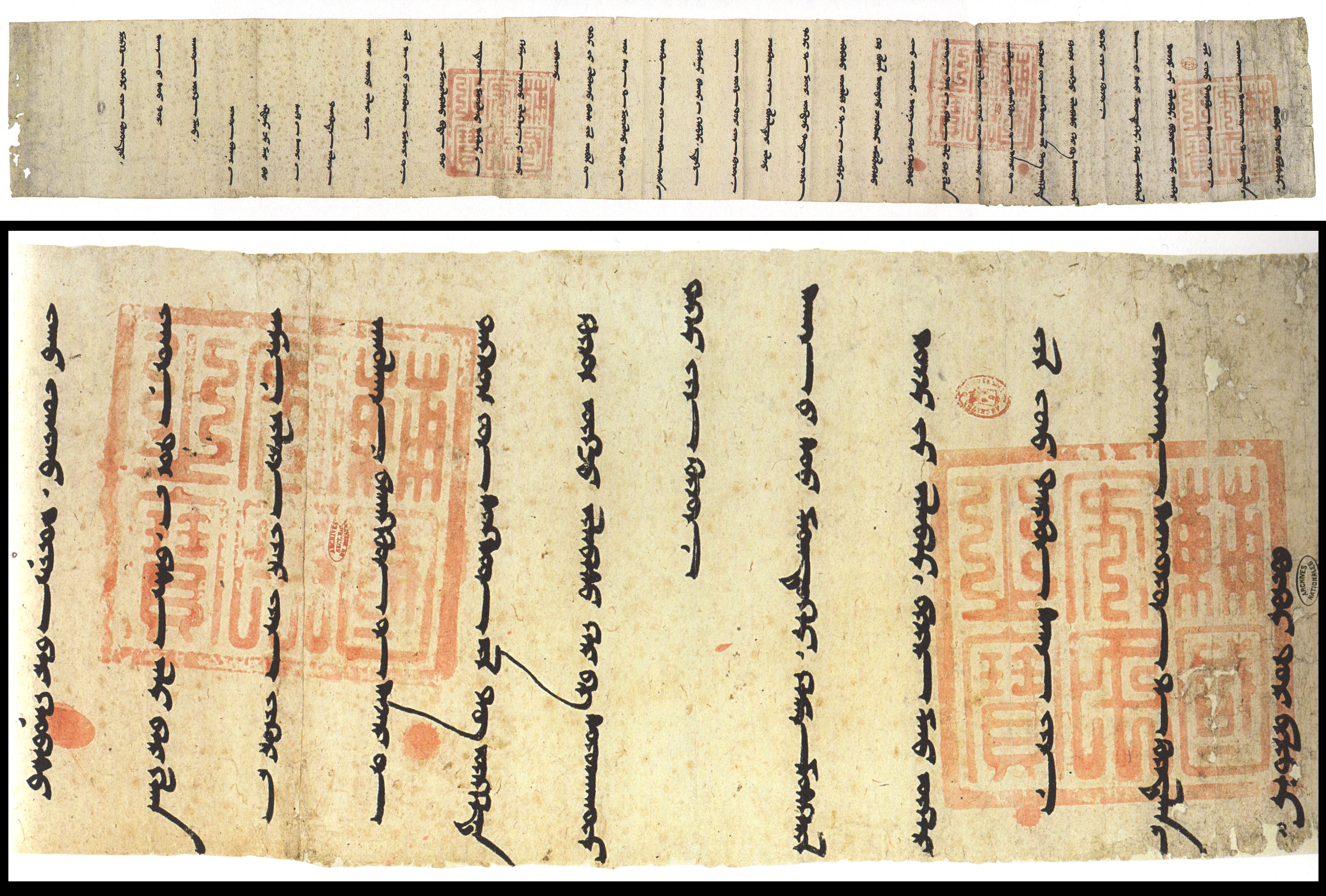
阿鲁浑给腓力四世的信，正文用蒙古文写成，上面盖有元世祖忽必烈授予的刻有汉字“辅国安民之宝”的方印

### 外交
阿鲁浑在位期间一直致力建立一个由法蘭克人與蒙古組成的「法兰克-蒙古同盟」，以联手对抗伊儿汗国的宿敌马木留克。他曾四次派遣使节分别出访教皇洪诺留四世、英国国王爱德华一世、法国国王腓力四世和教皇尼古拉四世。他一直以夺取耶路撒冷作为换取西方世界出兵的条件。他甚至曾许诺如果攻占了耶路撒冷，他本人也可以接受洗礼。可惜13世纪末期，西方世界对于发动十字军东征已经失去了兴趣，阿鲁浑心目中的联盟最终没有能够建立起来。

### 逝世
阿鲁浑于1291年3月10日在八赤阿阑逝世。13世纪时，蒙古统治者们在西方世界成为了热门的话题。在意大利，许多新生的婴儿被以蒙古君王的名字来命名。由于阿鲁浑汗与西方世界的联系加深，有许多新生儿被命名为“Argone”。

## 延伸阅读
[在维基数据编辑]
 《新元史/卷109》，出自柯劭忞《新元史》
 在维基共享资源阅览影像